# Croix de cimetière de Mandeure
La croix de cimetière de Mandeure est une croix située sur la commune de Mandeure dans le département français du Doubs.

## Localisation
La croix est située au centre du village près de l'église.

## Histoire
La croix est inscrite au titre des monuments historiques depuis le 28 septembre 1926.